# Мачаев, Мурад Магомедханович
Мура́д Магомедха́нович Мача́ев        (3 декабря 1986, Махачкала) — российский самбист и боец смешанного стиля, выступающий в лёгкой весовой категории. Призёр чемпионатов России и крупных международных турниров, мастер спорта. Как профессиональный боец MMA выступал во многих известных организациях, в том числе в Dare, Fight Nights, Bellator. Представляет московский спортивный клуб «Крепость».

## Биография
Мурад Мачаев родился 3 декабря 1986 года в Махачкале, Республика Дагестан. Учился в махачкалинском лицее № 51, в детстве активно занимался вольной борьбой, в возрасте двадцати лет во время учёбы на третьем курсе университета принял решение перейти в самбо.
Первого серьёзного успеха добился в 2007 году, когда стал серебряным призёром чемпионата Южного федерального округа по боевому самбо. Год спустя был третьим на чемпионате России, ещё через год дебютировал в смешанных единоборствах, выступал на турнирах по панкратиону. В сезоне 2010 года выиграл бронзу на всероссийском первенстве по самбо и серебро на мемориальном турнире А. А. Харлампиева. 18 июня 2010 года ему было присвоено звание мастер спорта России по самбо. Одновременно с этим присоединился к промоутерской компании Fight Nights и начал участвовать в проводимых ими турнирах «Битва под Москвой». В 2012 году вновь выиграл бронзу в зачёте чемпионата России по боевому самбо, выступал на чемпионате Европы, но из-за полученной травмы попасть в число призёров не смог (в одном из поединков пропустил удар в голову и получил перелом носа).
К осени 2012 года Мачаев имел в послужном списке девять побед в смешанных единоборствах без единого поражения, благодаря чему получил приглашение принять участие в седьмом сезоне турниров престижной американской организации Bellator. В четвертьфинальном бою гран-при лёгкой весовой категории встретился с поляком Марцином Хельдом и проиграл ему спорным близким решением судей (29–28, 29–28, 29–28). В следующем поединке одержал уверенную победу по очкам над американцем Лорантом Нельсоном (30–27, 30–27, 30–27), однако руководство Bellator не стало продлевать с ним однолетний контракт, посчитав бои с его участием недостаточно зрелищными. Впоследствии провёл ещё несколько удачных поединков в России, стал победителем турнира Fight Nights в Таиланде.
В феврале 2016 года на Fight Nights Global 44 единогласным судейским решением победил Александра Сарнавского. Позже выяснилось, что Мачаев вышел на этот бой с сотрясением мозга — за неделю до этого на тренировке он пропустил сильный удар в голову, в результате которого был нокаутирован и долго не мог подняться на ноги. За сокрытие травмы организация оштрафовала его на 300 тыс. рублей.
Имеет высшее образование, в 2009 году окончил Дагестанский государственный аграрный университет, где обучался на экономическом факультете — на кафедре бухгалтерского учёта, анализа и аудита.

## Статистика ММА
| Результат | Рекорд | Соперник             | Способ               | Турнир                                                | Дата             | Раунд | Время | Место                | Примечание |
| --------- | ------ | -------------------- | -------------------- | ----------------------------------------------------- | ---------------- | ----- | ----- | -------------------- | ---------- |
| Поражение | 22-3   | Марат Балаев         | Технический нокаут   | ACB 89                                                | 8 сентября 2018  | 1     | 1:17  | Краснодар, Россия    |            |
| Победа    | 22-2   | Мухаммед Коков       | Единогласное решение | ACB 86                                                | 5 мая 2018       | 3     | 5:00  | Грозный, Россия      |            |
| Победа    | 21-2   | Ари Сантус           | Удушение сзади       | Fight Nights Global 67                                | 25 мая 2017      | 1     | 4:50  | Екатеринбург, Россия |            |
| Поражение | 20-2   | Диегу Брандан        | Рычаг локтя          | Fight Nights Global 58                                | 28 января 2017   | 2     | 0:58  | Махачкала, Россия    |            |
| Победа    | 20-1   | Джек Макганн         | Удушение сзади       | Fight Nights Global 51                                | 25 сентября 2016 | 2     | 4:48  | Махачкала, Россия    |            |
| Победа    | 19-1   | Александр Сарнавский | Решение судей        | Fight Nights Global 44                                | 26 февраля 2016  | 3     | 5:00  | Москва, Россия       |            |
| Победа    | 18-1   | Сергей Гречихо       | Решение судей        | Mix Fight Combat                                      | 26 декабря 2015  | 3     | 5:00  | Химки, Россия        |            |
| Победа    | 17-1   | Ислам Бегидов        | Технический нокаут   | Fight Nights: Кубок Московской области                | 21 марта 2015    | 2     | 0:00  | Химки, Россия        |            |
| Победа    | 16-1   | Нико Пухакка         | Технический нокаут   | Fight Nights: Битва под Москвой 18 Перезаморозка      | 20 декабря 2014  | 2     | 4:09  | Москва, Россия       |            |
| Победа    | 15-1   | Алексей Ангеловский  | Рычаг локтя          | Fight Nights: Битва под Москвой 17 Великий уравнитель | 30 сентября 2014 | 1     | 3:29  | Москва, Россия       |            |
| Победа    | 14-1   | Алексей Полпудников  | Решение судей        | Кубок мэра Хабаровска                                 | 17 мая 2014      | 2     | 5:00  | Хабаровск, Россия    |            |
| Победа    | 13-1   | Гёкхан Тюркильмаз    | Удушение сзади       | Dare Fight Sports: Rebels of MMA                      | 12 октября 2013  | 1     | 0:00  | Бангкок, Таиланд     |            |
| Победа    | 12-1   | Андруиш Обальдо      | Нокаут               | Fight Nights: Битва под Москвой 11                    | 20 апреля 2013   | 1     | 2:44  | Москва, Россия       |            |
| Победа    | 11-1   | Ивица Трушчек        | Удушающий Брабо      | Fight Nights: Битва под Москвой 9                     | 16 декабря 2012  | 1     | 2:14  | Москва, Россия       |            |
| Победа    | 10-1   | Лорант-Т Нельсон     | Решение судей        | Bellator 81                                           | 16 ноября 2012   | 3     | 5:00  | Кингстон, США        |            |
| Поражение | 9-1    | Марцин Хельд         | Решение судей        | Bellator 77                                           | 19 октября 2012  | 3     | 5:00  | Рединг, США          |            |
| Победа    | 9-0    | Сесарио ди Доменико  | Решение судей        | United Glory 15: 2012 Glory World Series              | 23 марта 2012    | 3     | 5:00  | Москва, Россия       |            |
| Победа    | 8-0    | Алымбек Насипов      | Технический нокаут   | Бои по правилам 3                                     | 25 ноября 2011   | 1     | 5:00  | Уфа, Россия          |            |
| Победа    | 7-0    | Вадим Рязанов        | Рычаг локтя          | Драка 5: Кубок губернатора 2010                       | 19 декабря 2010  | 2     | 0:57  | Хабаровск, Россия    |            |
| Победа    | 6-0    | Александр Шмелёв     | Удушение сзади       | World Absolute FC                                     | 24 июня 2010     | 1     | 4:15  | Чебоксары, Россия    |            |
| Победа    | 5-0    | Магомедрасул Омаров  | Удушение сзади       | World Absolute FC                                     | 24 июня 2010     | 1     | 3:37  | Чебоксары, Россия    |            |
| Победа    | 4-0    | Зубайра Тухугов      | Удушение сзади       | Fight Nights: Битва под Москвой 1                     | 5 июня 2010      | 1     | 1:17  | Москва, Россия       |            |
| Победа    | 3-0    | Сероб Минасян        | Решение судей        | Fight Nights: Битва под Москвой 1                     | 5 июня 2010      | 2     | 5:00  | Москва, Россия       |            |
| Победа    | 2-0    | Юрий Берзегов        | Технический нокаут   | Pancration SFD Championship 2                         | 11 июня 2009     | 1     | 3:18  | Черкесск, Россия     |            |
| Победа    | 1-0    | Заур Бостанов        | Удушение сзади       | Pancration SFD Championship 1                         | 10 апреля 2009   | 1     | 4:25  | Черкесск, Россия     |            |